# 빅맥 지수

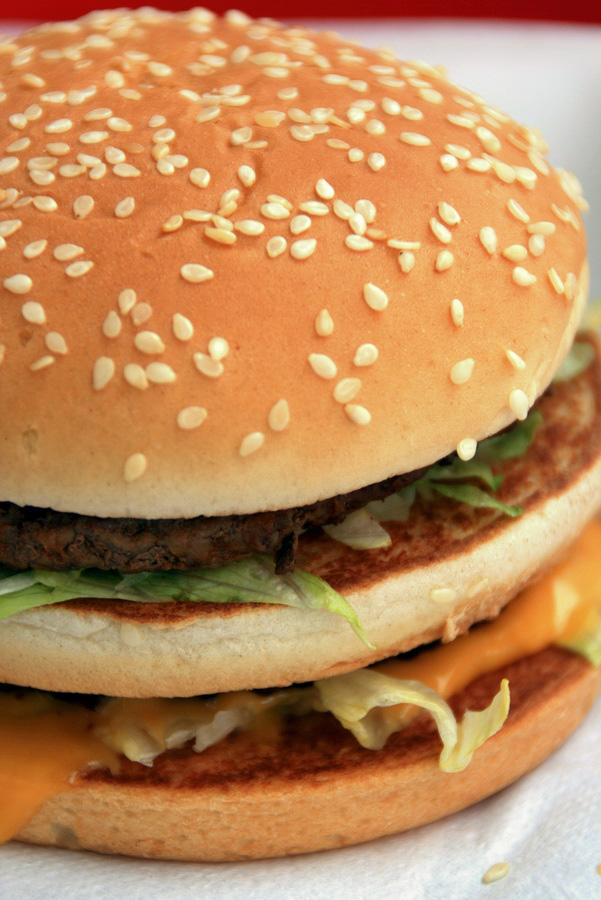
맥도날드 빅맥

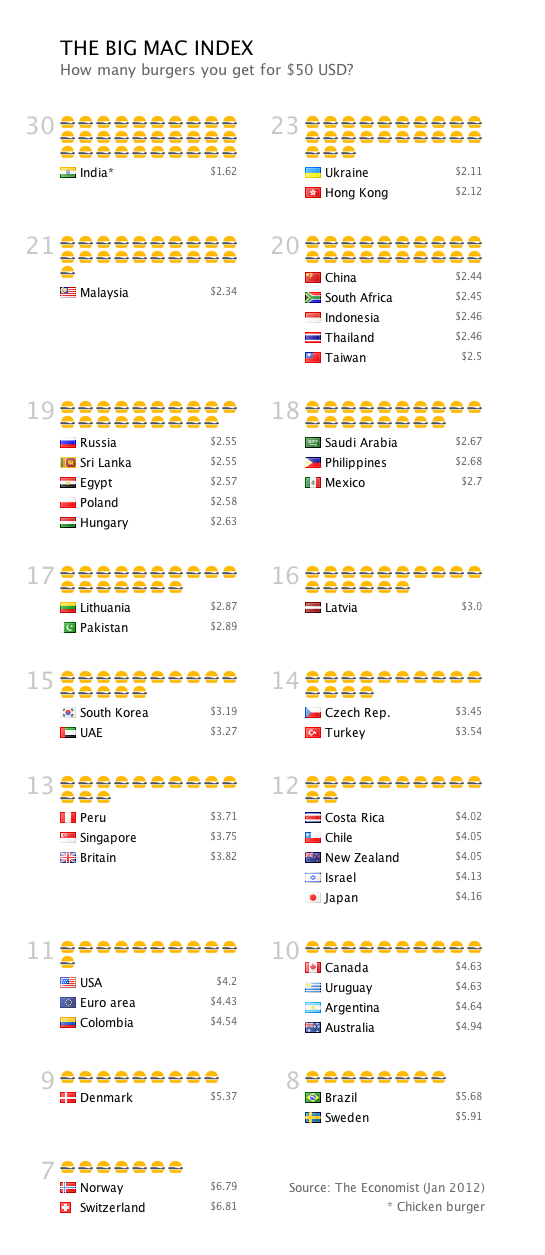
50달러로 살 수 있는 빅맥 개수 (2012년 1월)

빅맥 지수(Big Mac Index)는 각 나라의 구매력 평가를 비교하는 경제지표로, 1986년 9월에 영국의 이코노미스트지에서 처음 사용하였다.

## 원리
맥도날드의 대표적 햄버거인 빅맥은 많은 나라의 매장에서 살 수 있다. 빅맥처럼 품질, 크기, 재료가 같은 물건이 세계 여러 나라에서 팔릴 때, 나라별 가격을 달러로 환산해 비교한다면 나라별 물가를 비교할 수 있다. 그리고 빅맥 가격 비교를 통해 나라별 환율의 적정 수준도 파악할 수 있다. 이런 점을 착안해 영국의 경제 주간지 '이코노미스트'가 물가 기준으로 개발한게 이 지수이다. 이 지수는 '일물일가의 법칙'(Law of one price)과 '구매력평가(PPP, Purchasing Power Parities) 환율' 이론을 바탕에 깔고 있다. 일물일가의 법칙은 모든 개별적인 상품은 전 세계 어느 나라에서나 고정적인 가격을 지니고 있어야 한다는 법칙이다. 구매력 평가는 환율이 양국 통화의 구매력에 의해 결정된다는 이론이다. 이코노미스트는 1986년부터 매년 120개국의 빅맥지수를 3개월에 한번씩 분기별로 발표하고 있다.
빅맥지수가 높으면 물가도 높고 화폐 가치도 높으며, 빅맥지수가 낮으면 물가도 낮고 화폐 가치가 낮다고 해석할 수 있다. 빅맥지수를 통한 적정 환율을 계산해보면 다음과 같다. 예를 들어, 미국에서 빅맥 한 개의 가격이 5.00 달러이고 영국에서의 가격이 4.00 파운드 라면, 이 때의 구매력 비율은 '5.00/4.00 = 1.25'이다. 만약 환율이 1 파운드 대 1.33 달러라면 1.25 < 1.33 로 파운드가 과대평가된 것을 알 수 있다. 대개 미국과 비교했을 때 유럽 국가들이 빅맥 가격이 비싸고 아시아 국가들은 싼 편이다.

### 단점
그러나 빅맥지수에도 단점이 있다. 햄버거 업체가 많은 나라에서는 햄버거 가격이 낮아지고, 직원 월급, 점포 임대료, 세금, 정부 규제도 나라별로 제각각이기 때문이다. 그리고 나라별 빅맥의 규격이 똑같은지도 확실하지 않다. 이런 이유로 빅맥지수만으로는 물가를 판단하기는 어렵기에 각국의 물가를 비교할 때만 참고 자료로 이용한다.

## 국가별 순위
빅맥이 가장 비싼 6개국(2018년 7월 18일)
1. 스위스 - $6.57 (6.50 스위스 프랑)
2. 스웨덴 - $5.83 (51 스웨덴 크로나)
3. 미국 - $5.06
4. 노르웨이 - $5.22 (42 노르웨이 크로네)
5. 캐나다 - $5.08 (6.65 캐나다 달러)
6. 유럽 연합 지역 - $4.75 (4.56 유로)

빅맥이 가장 싼 6개국(2018년 7월 18일))
1. 이집트 - $1.75 (31.37 이집트 파운드)
2. 우크라이나 - $1.91 (50 우크라이나 흐리우냐)[5]
3. 러시아 - $2.09 (130 러시아 루블)
4. 말레이시아 - $2.10 (8.45 말레이시아 링깃)
5. 인도네시아 - $2.19 (31,500 인도네시아 루피아)
6. 대만 - $2.27 (26.32 신 대만 달러)

빅맥 하나를 사기 위해 필요한 노동 시간(2015년 7월, 평균 최단 노동 시간)
1. 홍콩 - 8.7분
2. 룩셈부르크 - 10.3분
3. 일본, 도쿄 - 10.4분
4. 스위스, 취리히 - 10.6분
5. 미국, 마이애미 - 10.7분
6. 스위스, 제네바 - 10.8분

빅맥 하나를 사기 위해 필요한 노동 시간(2015년 7월, 평균 최장 노동 시간)
1. 케냐, 나이로비 - 172.6분
2. 필리핀, 마닐라 - 87.5분
3. 멕시코, 멕시코시티 - 78.4분
4. 인도네시아, 자카르타 - 66.7분
5. 이집트, 카이로 - 62.5분
6. 우크라이나, 키이우 - 54.7분